# Axinidris mlalu
Axinidris mlalu é uma espécie de inseto do gênero Axinidris, pertencente à família Formicidae.